# Skybridge
Skybridge är en snedkabelbro över Fraserfloden mellan New Westminster och Surrey i British Columbia i Kanada. Den är en del av Expo-linjen av Vancouver SkyTrain. Bron är 616 meter lång och dess längsta spann är 340 meter. 
Byggkostnaden var $28 miljoner CAD i 2018 års priser.
Vid invigningen var Skybridge världens längsta bro för enbart kollektivtrafik. Idag (2019) har den titeln övertagits av en bro i Chongqing i Kina.